# Těšnovský tunel
Těšnovský tunel je mělký hloubený silniční tunel v Praze, spojující nábřeží Ludvíka Svobody na Novém Městě (tato část čtvrti leží v Praze 1) a Rohanské nábřeží v Karlíně v Praze 8 (kam patří i východní vyústění tunelu). Tunel tedy převádí dopravu pod zem v úseku nábřeží Ludvíka Svobody u budov Ministerstva dopravy a Českých drah (čp. 1222) a Ministerstva zemědělství (čp. 65). Vzhledem k jeho poloze před bývalým ústředím Komunistické strany Československa a době stavby bývá přezdíván jako Husákovo ticho. Je dlouhý 360 metrů, má dva dvoupruhové tubusy. Zprovozněn byl 1. října 1980.
Tunel je součástí mimoúrovňového křížení pobřežního tahu se Severojižní magistrálou na jižním předmostí Hlávkova mostu, který podchází. U západního konce tunelu je úrovňová světelně řízená křižovatka s ulicí Holbovou, u východního konce tunelu úrovňová světelně řízená křižovatka s ulicí Ke Štvanici, každá z těchto křižovatek napojuje pobřežní komunikaci na jeden směr magistrály. 
Při povodních v roce 2002 byl tunel kompletně zatopen.